# 제네시스 엑스 컨버터블
제네시스 엑스 컨버터블 (영어: Genesis X Convertible)은 제네시스의 X 콘셉트 시리즈 중 3번째 모델이다.

## 상세
2022년 11월 15일, 미국 캘리포니아주 말리부에서 첫 공개됐다. 제네시스 엑스 컨버터블의 디자인 특징은 적재적소에 배치된 깔끔한 선과 절묘한 곡선이 만들어내는 정제된 고급스러움 그리고 특유의 강렬한 긴장감이다.
전면부는 크레스트 그릴을 재해석한 긴 두 줄의 헤드램프가 특징이며, 측면부는 긴 보닛, 짧은 프론트 오버행, 대시 투 액슬, 긴 휠베이스 등이 돋보인다. 후면부는 두 줄의 쿼드램프 브레이크등과 트렁크 상단에 위치한 V자 모양의 브레이크등이 타원 형태의 트렁크와 대비를 이룬다. 휠은 에어로 디시 타입으로 지-매트릭스 패턴이 반영됐으며, 실내는 조작계와 디스플레이가 운전자를 감싸는 형태의 칵핏을 적용했다.
외장 컬러는 크레인 화이트가 적용됐으며, 내장 컬러는 기와 네이비, 단청 오렌지가 적용됐다.

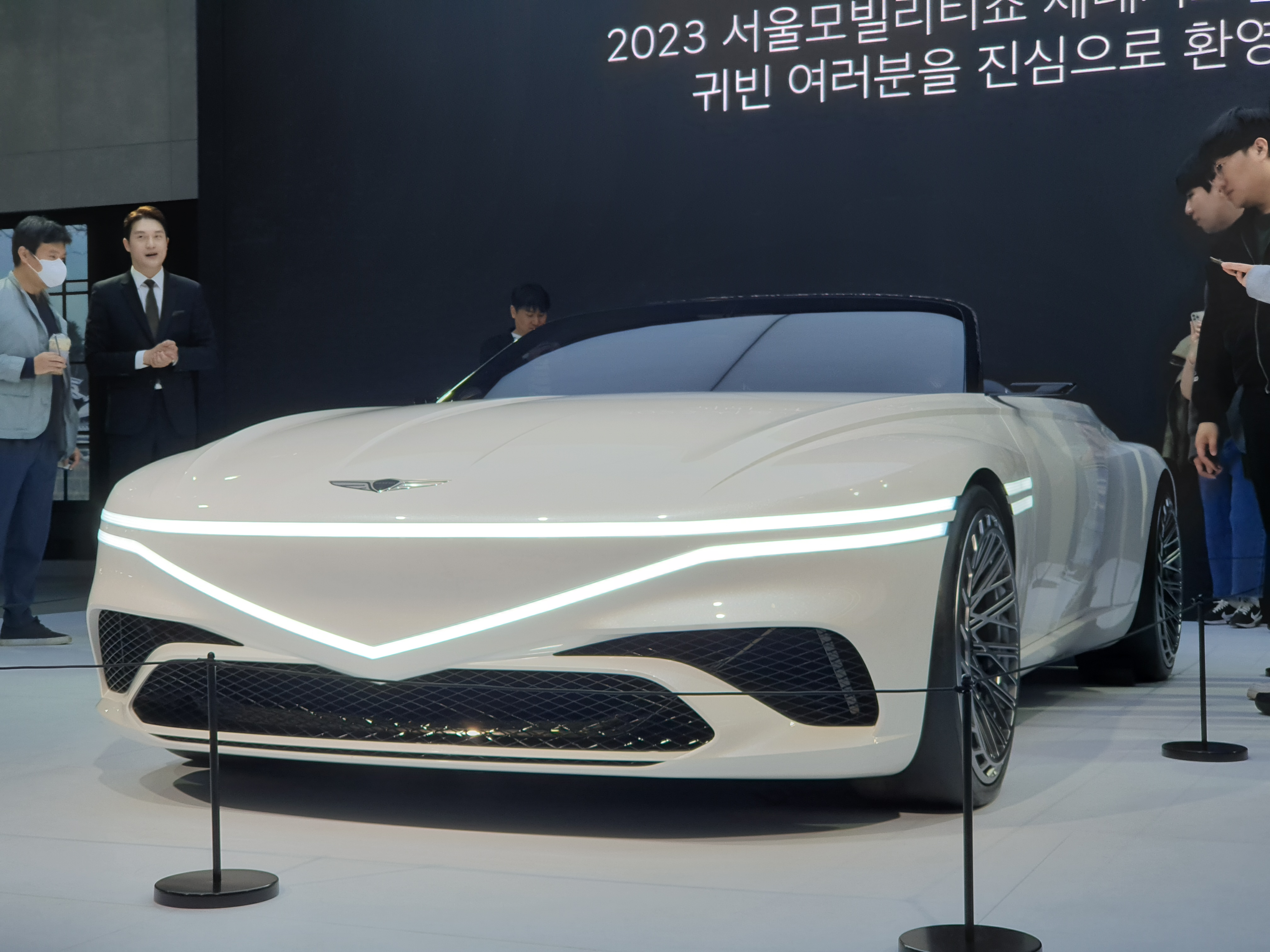
제네시스 X 컨버터블 전면
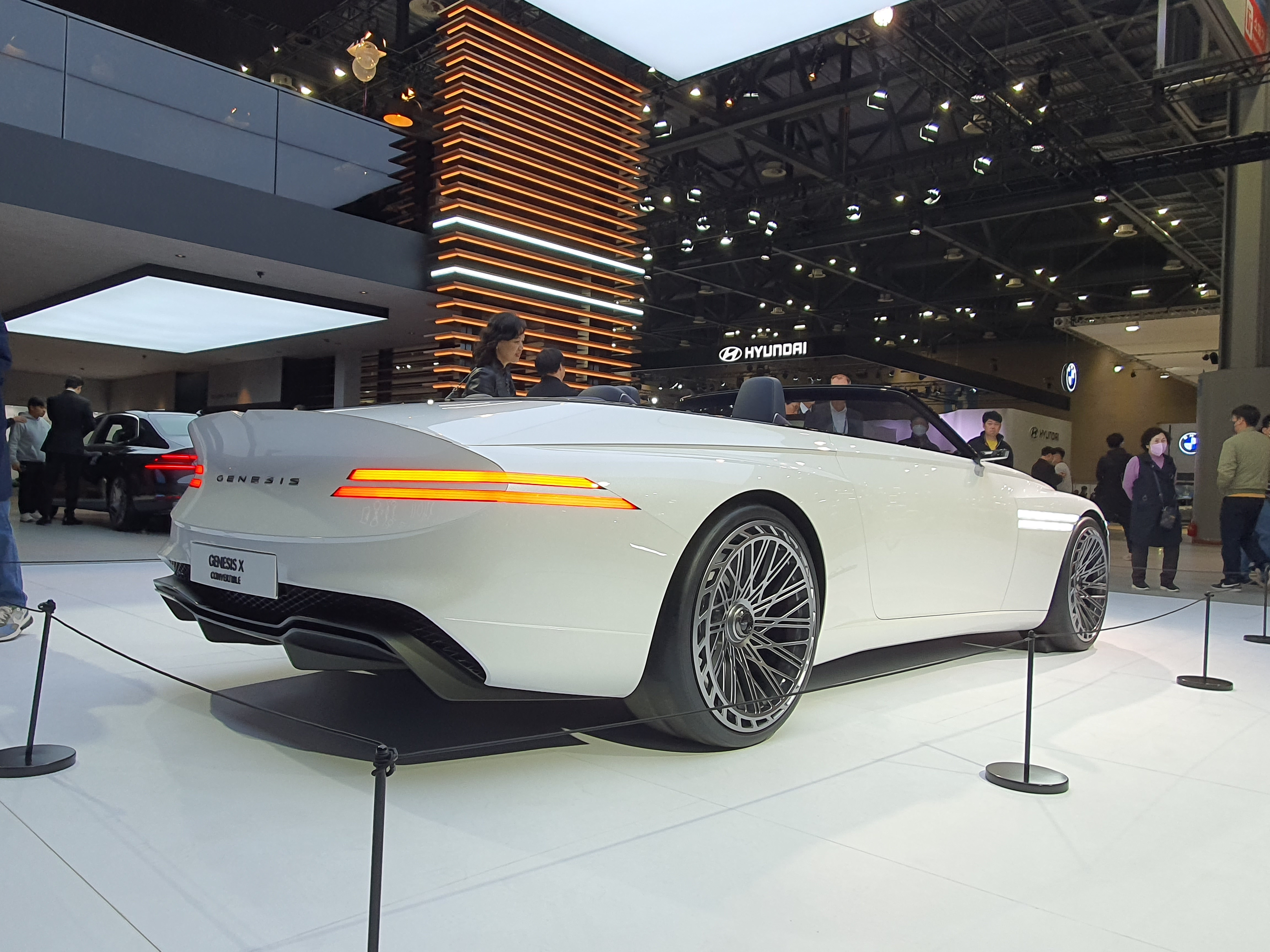
제네시스 X 컨버터블 후면
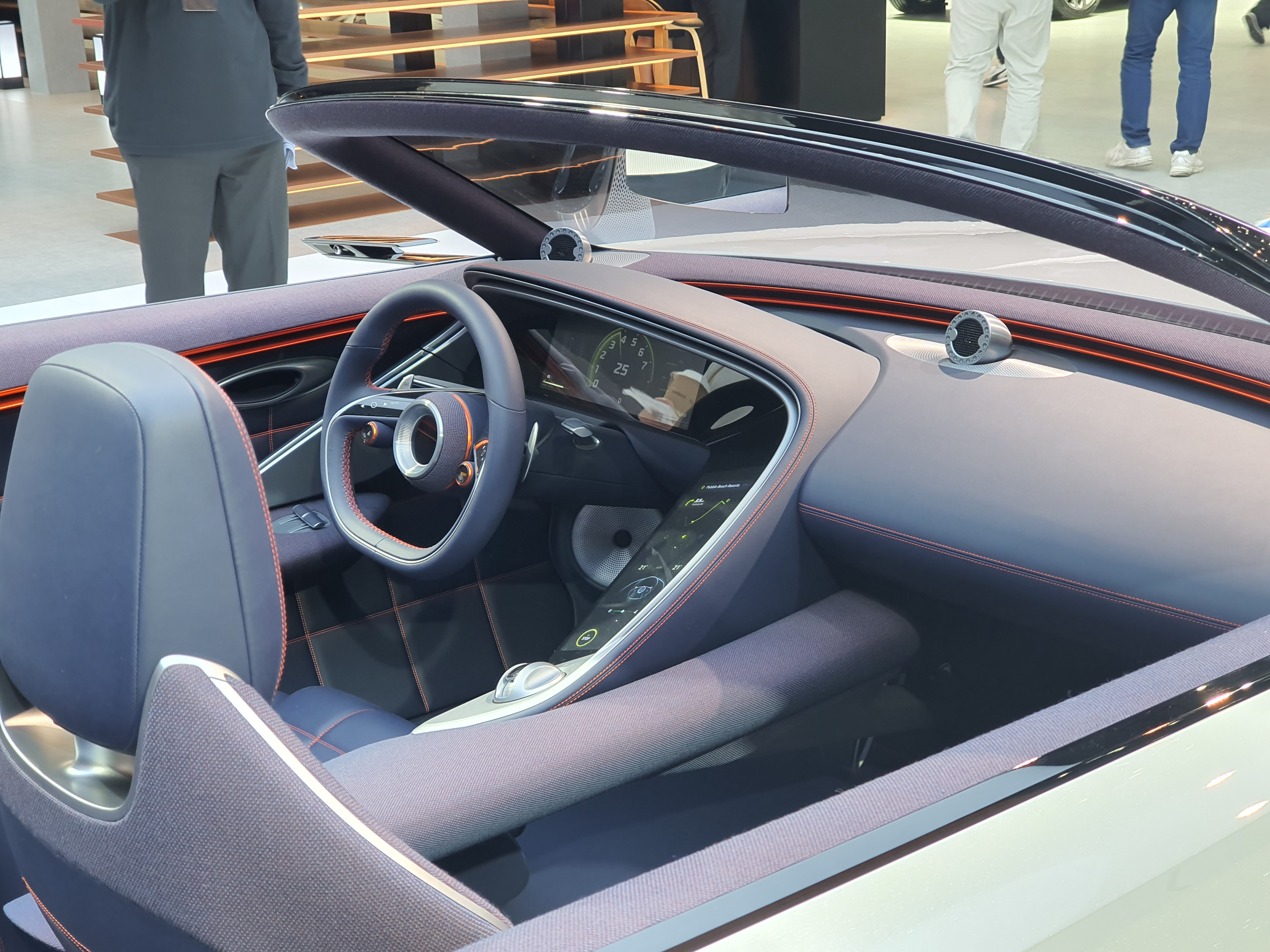
제네시스 X 컨버터블 실내

## 같이 보기
- 제네시스
- 제네시스 엑스
- 제네시스 엑스 스피디움 쿠페